# Општине у Данској
Краљевина Данска има двостепену подручну поделу државе, од који је нижи степен управо степен општина (дан. kommuner). Новом поделом државе из 2007. године број општина је смањен са 270 на 98. Тиме су општине укрупњене, па данас махом имају преко 20 хиљада становника. Општине испод овог прага су углавном општине које се поклапају са појединим (мањим) острвима.

## Општине у оквиру покрајине Велики Копенхаген
У датој покрајини постоји 29 општина:
| - Албертслунд - Алеред - Блеруп - Борнхолм - Брендби - Валенсбек - Видовре - Гентофте - Гладсаксе - Глоструп | - Грибсков - Драгер - Егедал - Исхеј - Копенхаген - Лингби-Торбек - Рудерсдал - Родовре - Торнби - Фреденсборг | - Фредериксберг - Фредериксунд - Фуресе - Халснес - Хеје-Тоструп - Хелсингер - Херлев - Херсхолм - Хилеред |

## Општине у оквиру покрајине Јужна Данска
У датој покрајини постоје 22 општине:
| - Асенс - Билунд - Варде - Вејен - Вејле - Ере - Есбјерг - Кертеминде | - Колдинг - Лангеланд - Миделфарт - Ниборг - Нордфин - Обенро - Оденсе - Свендборг | - Сендерборг - Тендер - Фане - Ферборг-Мидтфин - Фредерикија - Хадерслев |

## Општине у оквиру покрајине Северна Данска
У датој покрајини постоји 11 општина:
| - Брендерслев - Вестхимерланд - Јамербугт - Јеринг | - Лесе - Маријагерфјорд - Морсе - Ребилд | - Олборг - Тистед - Фредериксхавн |

## Општине у оквиру покрајине Сјеланд
У датој покрајини постоји 17 општина:
| - Вордингборд - Греве - Гулдборгсунд - Калундборг - Кеге - Лејре | - Лоланд - Нествед - Одшеред - Рингстед - Роскилде - Слагелсе | - Солред - Соре - Стевнс - Факсе - Холбек |

## Општине у оквиру покрајине Средишња Данска
У датој покрајини постоји 19 општина:
| - Виборг - Икаст-Бранде - Лемвиг - Нордјурс - Одер - Орхус - Рандерс | - Рингкебинг-Скјерн - Самсе - Силкеборг - Скандерборг - Скиве - Струер | - Сидјурс - Фаврсков - Хеденстед - Хернинг - Холстербро - Хорсенс |